# Розарно
Розарно (итал. Rosarno) је насеље у Италији у округу Ређо ди Калабрија, региону Калабрија.
Према процени из 2011. у насељу је живело 12838 становника. Насеље се налази на надморској висини од 67 м.

## Становништво
Према резултатима пописа становништва 2011. у општини је живело 14.380 становника.
| 1931. | 1936. | 1951.  | 1961.  | 1971.  | 1981.  | 1991.  | 2001.  | 2011.  |
| ----- | ----- | ------ | ------ | ------ | ------ | ------ | ------ | ------ |
| 8.592 | 9.726 | 12.978 | 13.096 | 13.188 | 13.808 | 13.191 | 15.051 | 14.380 |